# Titi Baro
Titi Baro is een bestuurslaag in het regentschap Aceh Timur van de provincie Atjeh, Indonesië. Titi Baro telt 516 inwoners (volkstelling 2010).